# Čas
Čás je v fiziki intenzivna količina, ki kaže na to, da dogodki sledijo drug drugemu. Pojem 'kasnejšega dogodka' temelji na privzetku o vzročnosti.
Standardna fizikalna enota za čas v mednarodnem sistemu enot je osnovna enota SI sekunda. Manjša enota za čas je na primer Planckov čas. Večje enote za čas pa so, razporejene od najmanjše do največje: minuta, ura, dan, teden, mesec, leto, Gaussovo leto, desetletje, stoletje, tisočletje, platonsko leto, kozmično leto, Hubblov čas. 

## Klasične definicije in razlage časa ter njihove topološke zgradbe

### Aristotelov čas
Aristotel je objavil svoja razmišljanja o času na 15. straneh v svoji knjigi Fizika (Φυσικα). Čas je bil zanj množica sedanjih trenutkov (νυν). To množico lahko določi vsakdo kjerkoli, kakorkoli in ob vsakem času glede na druge νυν. Zaradi tega je lahko med dvema νυν poljubno število drugih νυν. Njegova definicija časa se glasi:
»Čas je samo število gibanj (arithmos) glede na preteklost in prihodnost.«
Νυν je statičen zato trajanje Aristotelovega časa ni dinamično.

## Čas v filozofiji
Pojmovanje časa se je v filozofiji skozi zgodovino spreminjalo predvsem na podlagi prevladujočega verskega stališča v neki dobi.

### Hindujske filozofije (sankhja, vedanta)
Vede, cikličnost, vzročni/kavzalni nivo, nivoji obstoja iznad vzročnosti, ...

### Budistična filozofija
Svet, ki se ustvarja iz trenutka v trenutek, čas je iluzija...

### Antična Grčija
Antični grki so čas delili na dva dela: kairos in kronos.
Kairos je bil sveti čas, v katerem se odvijajo miti in legende. Dogodki v kairosu so odsev božanskega. Dandanes je izraz kairos nadomestila fraza »Nekoč davno...« ali »Pred davnimi časi...« Bogovi so v kairosu pogosto spreminjali tok časa, prihodnost so lahko ustavili, pospešili, ali pa priredili.
Kronos je za antične Grke predstavljal linearen, merljiv čas. Dogodki v njem so zgodovinski, dogodki njihovega vsakdana. Dnevi, meseci, leta itd. so količine, s katerimi so merili čas.

### Srednji vek
V srednjem veku je v Evropi prevladoval krščanski pogled na svet, ki je čas obravnaval kot nekaj linearnega, njegov začetek pa je videl v stvarjenju sveta.
Sveti Avguštin je čas razlagal kot gibljivo podobo negibne večnosti.
Jezus Kristus je bil pogosto upodobljen kot gospodar časa, kronokraktor. Razlika med božansko večnostjo in človeško minljivosto je narekovala predstavo o času.

### Novi vek
V novem veku je prevladalo obravnavanje časa kot absolutne količine, saj je človek z izumom ure pridobil zmožnost enotnega merjenja časa. Z modernimi urami lahko čas določimo skoraj nepredstavljivo natančno (napako ure LPTF-FO1 ocenjujejo na 1 sekundo v 5 milijardah let), zato se je spremenil tudi naš pogled na čas.

## Čas v znanosti/fiziki

### Čas v posebni teoriji relativnosti
Enačbe posebne teorije relativnosti ter poskusi, ki potrujejo relativnost (poskusi z mioni, različni sočasni dogodki v odvisnosti od hitrosti in smeri gibanja opazovalcev) kažejo na obstoj štirirazežnega prostora-časa, ne pa trorazsežnega prostora, ki bi se gibal po časovni osi. Minevanje časa, kot ga po navadi zaznavamo, je subjektiven občutek, enačbe in poskusi pa pravijo da vse koordinate na časovni osi prostora-časa obstajajo hkrati, enako kot hkrati obstajajo vse koordinate na prostoskih oseh, v tako imenovanem »celovitem vesolju« (block universe).

## Zaznavanje časa
- dan
- mesec
- leto
- desetletje
- stoletje